# Sucha Woda Batyżowiecka

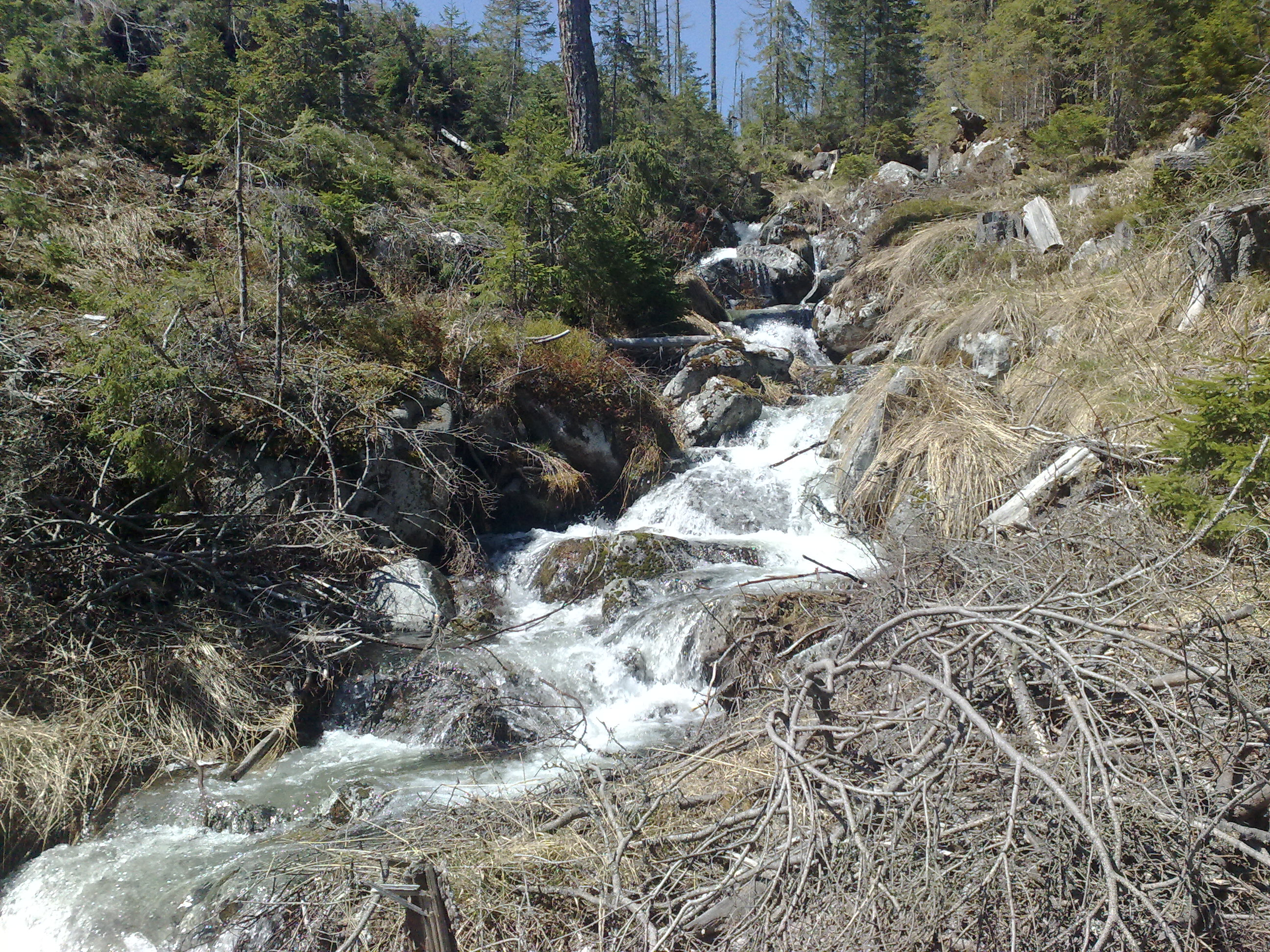
Sucha Woda Batyżowiecka

Sucha Woda Batyżowiecka (słow. Suchá voda, Suchý potok, niem. Trockenbach, węg. Száraz-víz) – potok płynący Doliną Batyżowiecką w słowackich Tatrach Wysokich. Powstaje przy bifurkacji Batyżowieckiego Potoku w okolicach Batyżowieckich Spadów. Na wschód od Wyżnich Hagów potok przekracza Drogę Wolności, następnie płynie w kierunku dwóch spiskich wsi – Niżnich Hagów i Stwoły. Wpada nieopodal nich do Popradu lub przed wpłynięciem do niego do Batyżowieckiego Potoku (na niektórych mapach).
Wzdłuż Suchej Wody Batyżowieckiej nie ma poprowadzonych żadnych szlaków turystycznych.